# Marianne van der Torre

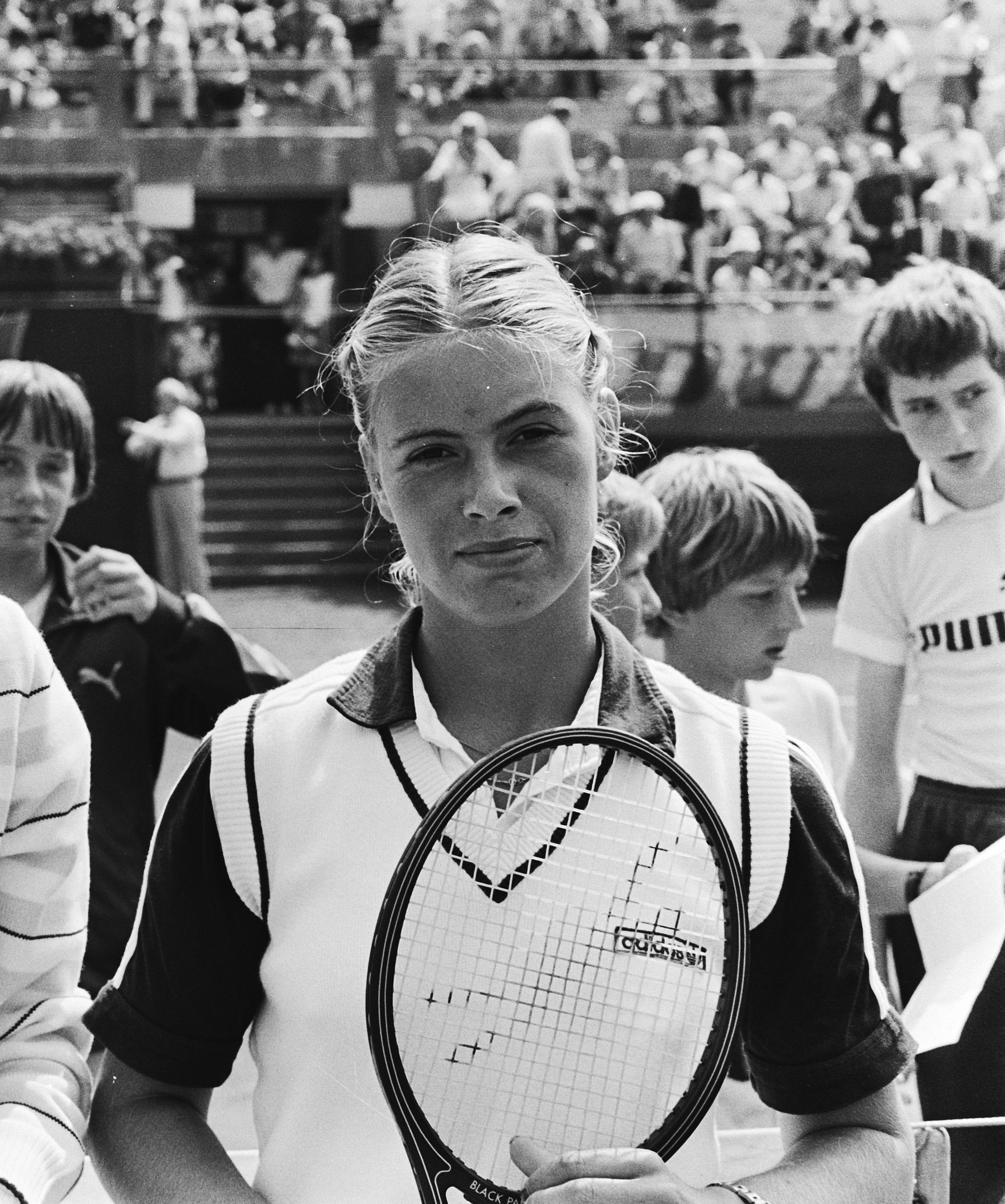
Scheveningen 1980

Marianne R. van der Torre (Rotterdam, 18 augustus 1961) is een voormalig tennisspeelster uit Nederland. Zij werd in 1961 in Rotterdam geboren, als enige dochter van Jacob van der Torre en J.M.P. Meerendonk. Van der Torre speelt rechtshandig en heeft een enkelhandige backhand. Zij was actief in het proftennis van 1980 tot en met 1989.

## Loopbaan

### Nationaal
Op de Nationale Tenniskampioenschappen werd Van der Torre driemaal Nederlands kampioene in het enkelspel (1979, 1980 en 1985), tweemaal in het vrouwendubbelspel met Mariëtte Pakker (1981 en 1984) en eenmaal in het gemengd dubbelspel met Michiel Schapers (1985).
In 1980 ontving zij de Tom Schreursprijs voor jonge Nederlandse sporttalenten.

### Internationaal
In februari 1981 nam Van der Torre deel aan het Avon Futures of Central Pennsylvania-toernooi in Hershey (VS). In een ongebroken reeks van twaalf gewonnen partijen doorliep zij het prekwalificatietoernooi (vier partijen), het kwalificatietoernooi (drie partijen) en het hoofdtoernooi (vijf partijen) waar zij in de finale won van de Duitse Heidi Eisterlehner met 6–0 en 7–6.
In mei 1981 had zij haar grandslamdebuut op Roland Garros in zowel het enkelspel als het dubbelspel samen met Mariëtte Pakker.
In oktober 1981 won Van der Torre op het Borden Classic-toernooi in Kioto (Japan) de dubbelspeltitel, samen met landgenote Nanette Schutte. In de finale versloegen zij de Australische Elizabeth Sayers en Kim Steinmetz uit de VS met 6–2 en 6–3.
Haar beste resultaat op de grandslamtoernooien is het bereiken van de halve finale op het gemengd dubbelspeltoernooi van het Australian Open in 1988, met de Amerikaan Martin Davis aan haar zijde.

### Tennis in teamverband
In de periode 1981–1987 maakte Van der Torre deel uit van het Nederlandse Fed Cup-team – zij behaalde daar een winst/verlies-balans van 18–13. In 1981 bereikten zij, na winst op Hongkong en Italië, de kwartfinale van de Wereldgroep – daarin verloren zij van de Australische dames. In 1987 kwam zij met Marcella Mesker, na verlies van de eerste ronde van de Wereldgroep, terecht in de "troostronde" (consolation round) – daarin wonnen zij achtereenvolgens van Jamaica, Zimbabwe, Zwitserland, Oostenrijk en in de finale van Hongkong.

### Na het beroepstennis
Van der Torre trad in het huwelijk met fysiotherapeut en haptonoom Ted Troost – zij kregen drie dochters. De jongste dochter, Briede Johanna, geboren in 1997, speelt ook tennis en schrijft zich op toernooien in onder de naam Briede Troost van der Torre.
Marianne Troost–van der Torre won in 2016 twee 55plus-toernooien die het ITF in Nederland organiseerde: het International Seniors Open Roermond en de Nationale veteranenkampioenschappen in Etten-Leur – in beide gevallen versloeg zij in de finale de vier weken oudere Mieke Smits.

## Posities op deWTA-ranglijst
Positie per einde seizoen:
| jaar | rang enkelspel | rang dubbelspel |
| ---- | -------------- | --------------- |
| 1980 | 142            | –               |
| 1981 | 84             | –               |
| 1982 | 135            | –               |
| 1983 | 182            | –               |
| 1984 | 230            | –               |
| 1986 | 194            | 147             |
| 1987 | 183            | 70              |
| 1988 | 332            | 118             |
| 1989 | 261            | 245             |

## Palmares

### WTA-finaleplaatsen enkelspel
| nr.              | finale     | toernooi    | ondergrond    | tegenstandster     | score    |
| ---------------- | ---------- | ----------- | ------------- | ------------------ | -------- |
| gewonnen finales |            |             |               |                    |          |
| 1.               | 1981-02-08 | WTA Hershey | hardcourt (i) | Heidi Eisterlehner | 6-0, 7-6 |
| verloren finales |            |             |               |                    |          |
| geen             |            |             |               |                    |          |

### WTA-finaleplaatsen vrouwendubbelspel
| nr.              | finale     | toernooi  | ondergrond | partner         | tegenstandsters                | score    |
| ---------------- | ---------- | --------- | ---------- | --------------- | ------------------------------ | -------- |
| gewonnen finales |            |           |            |                 |                                |          |
| 1.               | 1981-10-18 | WTA Kioto | hardcourt  | Nanette Schutte | Elizabeth Sayers Kim Steinmetz | 6-2, 6-4 |
| verloren finales |            |           |            |                 |                                |          |
| geen             |            |           |            |                 |                                |          |

### Gewonnen ITF-toernooien enkelspel
| nr. | finale     | toernooi       | dotatie | ondergrond | tegenstandster in finale | score         |
| --- | ---------- | -------------- | ------- | ---------- | ------------------------ | ------------- |
| 1.  | 1986-09-21 | Sofia          | $25.000 | gravel     | Sabina Simmonds          | 6-4, 6-2      |
| 2.  | 1986-11-09 | Matsuyama      | $10.000 | hardcourt  | Isabelle Crudo           | 6-1, 2-0      |
| 3.  | 1989-03-19 | Haifa          | $10.000 | hardcourt  | Valérie Batut            | 2-6, 6-4, 6-4 |
| 4.  | 1989-03-26 | Ramat Hasjaron | $10.000 | hardcourt  | Dahlia Coriat            | 6-2, 6-1      |

## Resultaten grandslamtoernooien
| Legenda | Legenda                          |
| ------- | -------------------------------- |
| g.t.    | geen toernooi gehouden           |
| l.c.    | lagere categorie                 |
| –       | niet deelgenomen                 |
| G       | uitgeschakeld in de groepsfase   |
| 1R      | uitgeschakeld in de eerste ronde |
| 2R      | uitgeschakeld in de tweede ronde |
| 3R      | uitgeschakeld in de derde ronde  |
| 4R      | uitgeschakeld in de vierde ronde |
| KF      | uitgeschakeld in de kwartfinale  |
| HF      | uitgeschakeld in de halve finale |
| F       | de finale verloren               |
| W       | het toernooi gewonnen            |
| w-v     | winst/verlies-balans             |

### Enkelspel
| toernooi        | 1981 | 1982 |    | 1987 | 1988 |
| --------------- | ---- | ---- | -- | ---- | ---- |
| Australian Open | –    | –    | 1R | 1R   |      |
| Roland Garros   | 2R   | 2R   | 1R | –    |      |
| Wimbledon       | –    | –    | –  | –    |      |
| US Open         | 1R   | –    | –  | –    |      |

### Vrouwendubbelspel
| toernooi        | 1981 |      | 1986 | 1987 | 1988 |
| --------------- | ---- | ---- | ---- | ---- | ---- |
| Australian Open | –    | g.t. | 1R   | 2R   |      |
| Roland Garros   | 2R   | 1R   | 2R   | 2R   |      |
| Wimbledon       | –    | –    | 1R   | –    |      |
| US Open         | 1R   | –    | 1R   | –    |      |

### Gemengd dubbelspel
| toernooi        | 1987 | 1988 |
| --------------- | ---- | ---- |
| Australian Open | 1R   | HF   |
| Roland Garros   | –    | 1R   |
| Wimbledon       | –    | –    |
| US Open         | –    | –    |